# 阿雷基帕
16°23′55.76″S 71°32′12.79″W / 16.3988222°S 71.5368861°W
阿雷基帕（西班牙語發音：[aɾeˈkipa]，艾馬拉語和克丘亞語：Ariqipa）是秘魯南部的大城市，僅次於首都利馬，同時是阿雷基帕省的省會，由於是秘魯憲法法院的所在地，常被稱為「秘魯的法定首都」，根據2017年的全國人口普查，城市人口約為1,008,290人。
該城位處海拔2,380米，周邊火山密集，共計有80座，其中最著名的是埃爾米斯蒂火山，它曾在1438年和1471年期間強烈爆發，最近一次小型爆發在1870年。目前該城保存了很多狀況良好的西班牙殖民地建築物，大部分結構由白色的火山岩石建成，故該城有著「La Ciudad Blanca」（白城）的稱號。古城區於2000年被列為世界遺產。
阿雷基帕也是秘魯重要的工商業中心，在其工業活動中主要以紡織品生產、皮革、食品、塑料、鍊鋼相關，為南秘魯高地駝羊、駱馬及羊毛的主要市場，該城市與智利、玻利維亞和巴西以及南美鐵路所連接的城市，及馬塔拉尼港保持著密切的商業聯繫。

## 名字由來
「阿雷基帕」這個名稱由來的其中一種說法，相傳當第四任印加帝國國王初見該城的宏偉，說了Ari, quepay，在克丘亞語中解作「是，這裡」，阿雷基帕的名字來源於此。 該城其後在地震中被毀，西班牙人在1540年重建。另一種說法是該名來源於艾馬拉語，由ari（山峰）+kipa（位處）而來，意指「在山的附近」，是指該城位處埃爾米斯蒂火山附近。

## 歷史

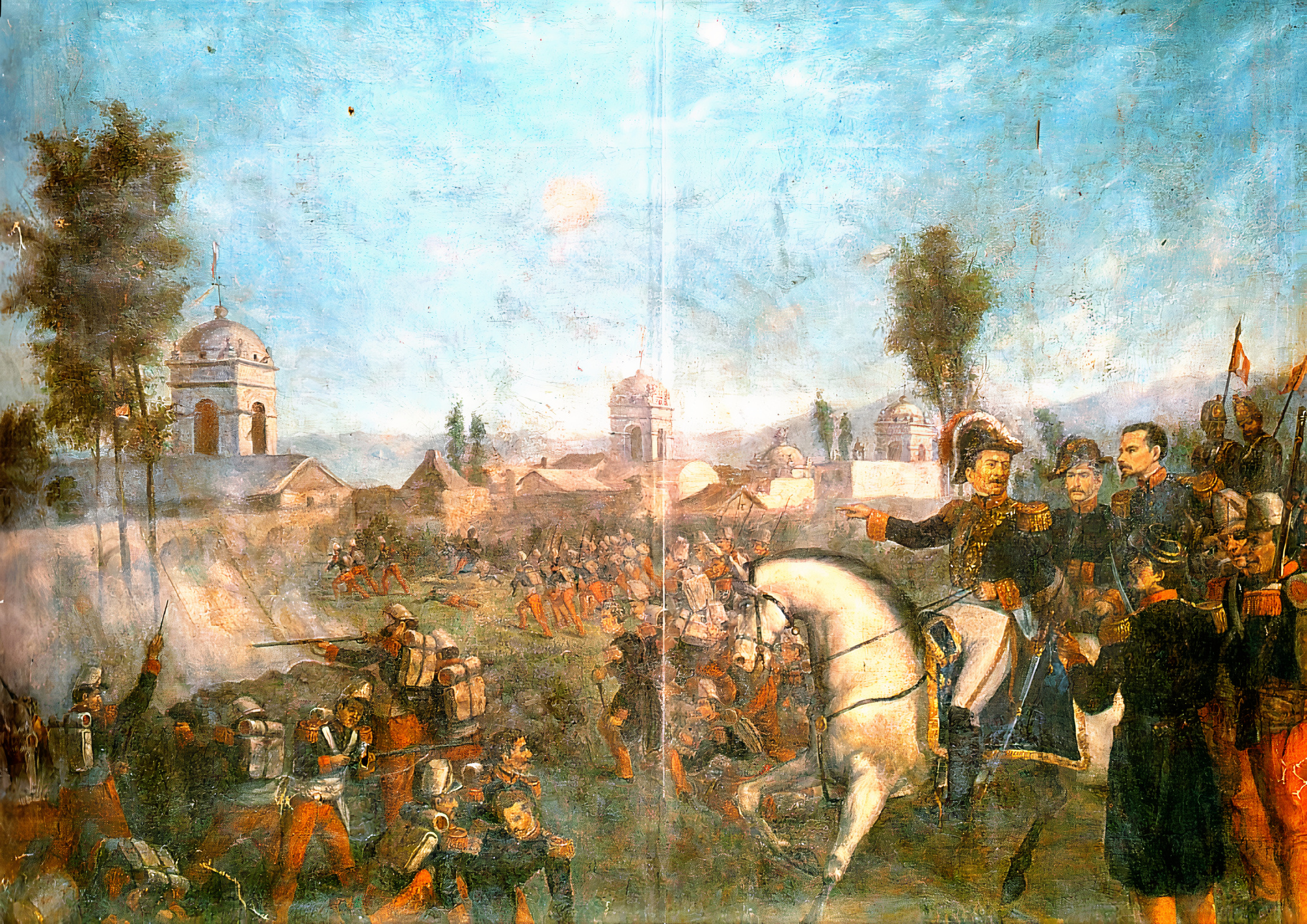
阿雷基帕圍城戰，1856年，拉蒙·卡斯蒂利亞元帥進入阿雷基帕，從維万科將軍的軍隊手中奪回對城市的控制權

根據考古遺址中發現的資料顯示，阿雷基帕位處的肥沃山谷早於公元前5000 – 6000年已有人聚居，早期居住於此居民是游牧民族，依靠捕魚、狩獵和採集為生，在15世紀，該區是由艾美拉印第安人控制，其後則在印加人佔領，成為供給印加帝國農產品的重要基地。
現代的阿雷基帕城建立於1540年8月15日，由西班牙殖民者法蘭西斯克·皮澤洛的特使加爾西·曼努埃爾·德·卡巴傑 (Garcí Manuel de Carbajal)負責。1540年12月22日，西班牙國王查理一世通過皇家法令將阿雷基帕提升為城市，授予紋章，1541年9月22日，查理五世通過皇家法令，授予阿雷基帕「非常高貴和非常忠誠」的城市稱號。

### 西班牙殖民和獨立後
在17世紀至18世紀間的西班牙殖民時期，阿雷基帕在穩定的開發下逐漸發展起規模，其中在秘魯副王區該地的西班牙人聚居比例最高，因此此地區現存眾多的遺跡及建築具有濃厚的西班牙風格，並發展出麥士蒂索人的混血族群。到了19世紀時，阿雷基帕則成為秘魯爭取獨立的重要基地，在1824年的阿亞庫喬戰役後，因安東尼奧·何塞·蘇克雷的決定性勝利，使阿雷基帕脫離西班牙的統治，成為新國家秘魯的重要城市之一，此後在秘魯宣布獨立後的十年，阿雷基帕的社會處於關鍵的轉型發展，由於該城市在南美白銀貿易路線的重要位置，進而將阿雷基帕發展成利馬與秘魯南部之間的商業中心。也將其城市的地位，提升到僅次首都利馬的規模。

### 近代
在殖民時期及共和初期，阿雷基帕的發展相對較為自主，該市的基礎設施也進行了許多改善，但情況在1870年南部鐵路通往海港莫延多後有所改變，該地區開始發展太平洋貿易。在1879年至1883年發生的硝石戰爭期間，的阿雷基帕也是當時對抗智利的重要軍事據點。1930年代，與泛美公路接通，藉此與美洲其他地方加強聯繫。自此，阿雷基帕發展成利馬與秘魯南部之間的商業中心。1940年代起，來自秘魯各地的人大量湧入，改變了該市的人口和文化特徵，該市現設兩所主要大學：於1828年成立的聖奧古斯丁國立大學（Universidad Nacional de San Agustín (UNSA) ）及私立的聖瑪利亞天主教大學。

## 氣候

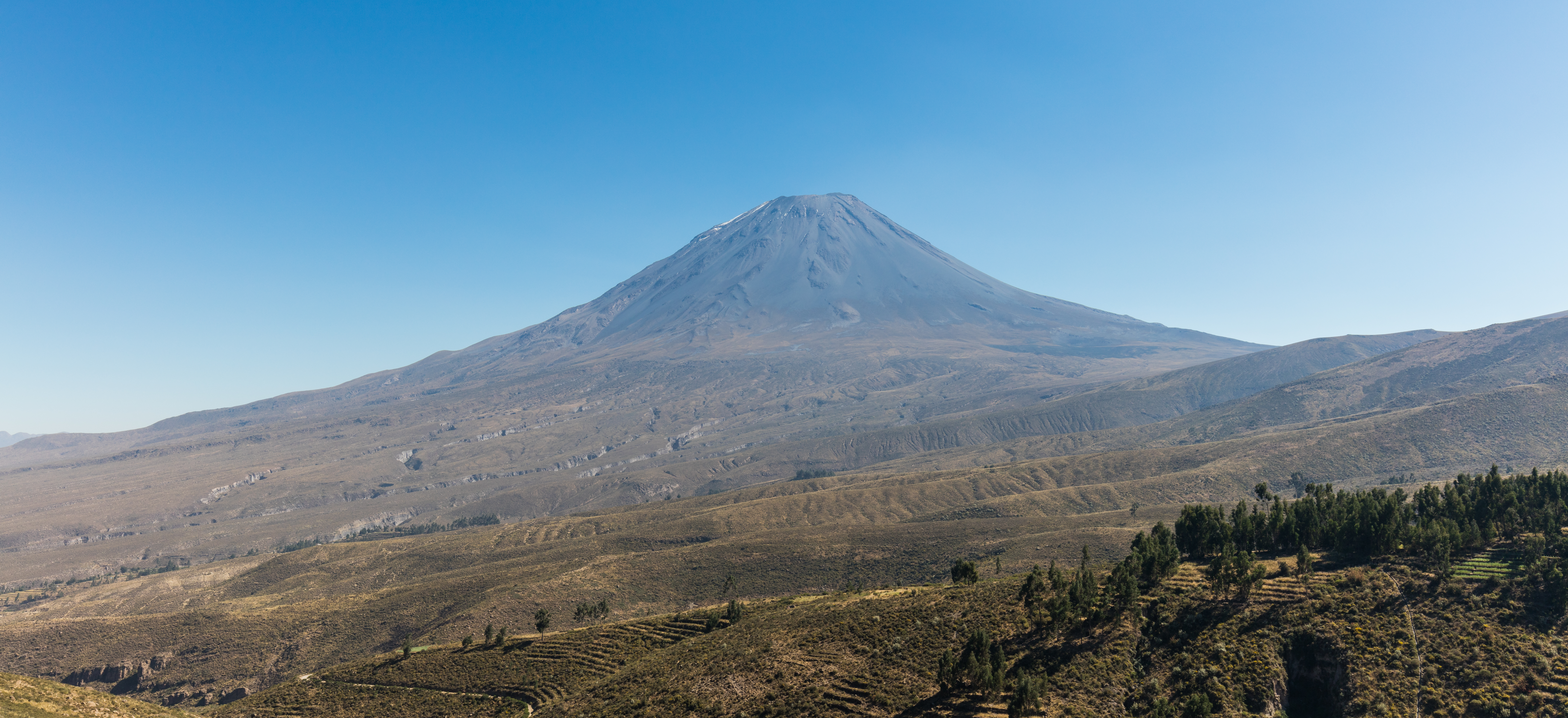
埃爾米斯蒂火山，毗鄰阿雷基帕

由於大氣濕度較低，且降水量與沙漠氣候類似，阿雷基帕在氣候在冬季、秋季和春季主要為乾燥。平均每年共有300天為晴天。通常城市的溫度既不會超過25度，也不會低於5度以下，雨季從12月持續到3月，通常為下午有雲，雨量少。在冬季時（6 月和 7 月），該城市溫度降至平均 6°C（43°F）。
| 阿雷基帕(1961–1990, extremes 1892–present) | 阿雷基帕(1961–1990, extremes 1892–present) | 阿雷基帕(1961–1990, extremes 1892–present) | 阿雷基帕(1961–1990, extremes 1892–present) | 阿雷基帕(1961–1990, extremes 1892–present) | 阿雷基帕(1961–1990, extremes 1892–present) | 阿雷基帕(1961–1990, extremes 1892–present) | 阿雷基帕(1961–1990, extremes 1892–present) | 阿雷基帕(1961–1990, extremes 1892–present) | 阿雷基帕(1961–1990, extremes 1892–present) | 阿雷基帕(1961–1990, extremes 1892–present) | 阿雷基帕(1961–1990, extremes 1892–present) | 阿雷基帕(1961–1990, extremes 1892–present) | 阿雷基帕(1961–1990, extremes 1892–present) |
| 月份 | 1月                                        | 2月                                        | 3月                                        | 4月                                        | 5月                                        | 6月                                        | 7月                                        | 8月                                        | 9月                                        | 10月                                       | 11月                                       | 12月                                       | 全年                                       |
| --- | ------------------------------------------ | ------------------------------------------ | ------------------------------------------ | ------------------------------------------ | ------------------------------------------ | ------------------------------------------ | ------------------------------------------ | ------------------------------------------ | ------------------------------------------ | ------------------------------------------ | ------------------------------------------ | ------------------------------------------ | ------------------------------------------ |
| 历史最高温 °C（°F） | 29.5 (85.1)                                | 29.7 (85.5)                                | 26.6 (79.9)                                | 26.4 (79.5)                                | 32.0 (89.6)                                | 26.2 (79.2)                                | 28.0 (82.4)                                | 26.8 (80.2)                                | 27.0 (80.6)                                | 26.1 (79.0)                                | 27.8 (82.0)                                | 27.2 (81.0)                                | 32.0 (89.6)                                |
| 平均高温 °C（°F） | 21.8 (71.2)                                | 21.4 (70.5)                                | 24.2 (75.6)                                | 24.7 (76.5)                                | 22.3 (72.1)                                | 21.7 (71.1)                                | 21.7 (71.1)                                | 22.2 (72.0)                                | 22.7 (72.9)                                | 22.8 (73.0)                                | 22.7 (72.9)                                | 22.5 (72.5)                                | 22.6 (72.7)                                |
| 日均气温 °C（°F） | 15.3 (59.5)                                | 15.0 (59.0)                                | 15.0 (59.0)                                | 15.2 (59.4)                                | 14.3 (57.7)                                | 13.5 (56.3)                                | 13.3 (55.9)                                | 14.0 (57.2)                                | 15.9 (60.6)                                | 16.3 (61.3)                                | 16.4 (61.5)                                | 16.3 (61.3)                                | 15.1 (59.2)                                |
| 平均低温 °C（°F） | 8.5 (47.3)                                 | 8.7 (47.7)                                 | 8.3 (46.9)                                 | 7.1 (44.8)                                 | 6.2 (43.2)                                 | 5.4 (41.7)                                 | 5.2 (41.4)                                 | 5.4 (41.7)                                 | 6.2 (43.2)                                 | 6.4 (43.5)                                 | 6.6 (43.9)                                 | 7.6 (45.7)                                 | 6.8 (44.2)                                 |
| 历史最低温 °C（°F） | 0.9 (33.6)                                 | 0.0 (32.0)                                 | 0.0 (32.0)                                 | −2.0 (28.4)                                | 0.0 (32.0)                                 | −1.1 (30.0)                                | −3.7 (25.3)                                | −0.2 (31.6)                                | 0.0 (32.0)                                 | 0.1 (32.2)                                 | 0.0 (32.0)                                 | 2.0 (35.6)                                 | −3.7 (25.3)                                |
| 平均降水量 mm（） | 27.5 (1.08)                                | 39.9 (1.57)                                | 20.6 (0.81)                                | 0.6 (0.02)                                 | 0.1 (0.00)                                 | 0.1 (0.00)                                 | 0.0 (0.0)                                  | 1.0 (0.04)                                 | 0.8 (0.03)                                 | 0.2 (0.01)                                 | 1.0 (0.04)                                 | 4.7 (0.19)                                 | 96.5 (3.80)                                |
| 平均降水天数（≥ 1.0 mm） | 4.8                                        | 5.6                                        | 4.5                                        | 0.4                                        | 0.1                                        | 0.0                                        | 0.0                                        | 0.1                                        | 0.3                                        | 0.1                                        | 0.2                                        | 1.6                                        | 17.7                                       |
| 平均相對濕度（％） | 52                                         | 59                                         | 58                                         | 48                                         | 41                                         | 45                                         | 44                                         | 43                                         | 42                                         | 39                                         | 39                                         | 43                                         | 46                                         |
| 月均日照時數 | 223.2                                      | 189.3                                      | 244.9                                      | 294.0                                      | 288.3                                      | 291.0                                      | 291.4                                      | 310.0                                      | 297.0                                      | 303.8                                      | 309.0                                      | 291.4                                      | 3,333.3                                    |
| 日均日照時數 | 7.2                                        | 6.7                                        | 7.9                                        | 9.8                                        | 9.3                                        | 9.7                                        | 9.4                                        | 10.0                                       | 9.9                                        | 9.8                                        | 10.3                                       | 9.4                                        | 9.1                                        |
| 来源1：NOAA, |                                            |                                            |                                            |                                            |                                            |                                            |                                            |                                            |                                            |                                            |                                            |                                            |                                            |
| 来源2：Deutscher Wetterdienst（1949年-1956年平均氣溫，1951年-1969年濕度，1970年-1990年降水次數，1931年-1958年太陽照射次數），, Meteo Climat (record high and record low) |                                            |                                            |                                            |                                            |                                            |                                            |                                            |                                            |                                            |                                            |                                            |                                            |                                            |

## 人口統計
在1796年的早期普查中，阿雷基帕共有37241個居民，其中22207人（59.6％）為西班牙人，5929人（15.9％）是印地安人，4908人（13.2％）具有混血血統，2487人（6.7％）為卡士蒂索人，和1,710 (4.6%) 是非洲人。
20世紀後，歸因現代化和周邊城市增長的影響，根據 2007 年的人口普查，阿雷基帕省共有70%的總人口和90%的城市人口居住在阿雷基帕。
阿雷基帕人口在1796年至2017年的轉變
| 年份   | 人口      | 來源                             |
| ------ | --------- | -------------------------------- |
| 1796年 | 37241人   |                                  |
| 1804年 | 37148人   | 1804 年人口普查 (Gil de Toboada) |
| 1812年 | 34478人   | 1812年的秘魯總督                 |
| 1876年 | 30932人   | 秘魯居民人口普查 (1876)          |
| 1917年 | 44209人   | 1917年阿雷基帕市人口普查         |
| 1940年 | 80947人   | INEI（祕魯國家統計和資訊研究所） |
| 1961年 | 158685人  | INEI                             |
| 1972年 | 309094人  | INEI                             |
| 1981年 | 446942人  | INEI                             |
| 1993年 | 619156人  | INEI                             |
| 2007年 | 749291人  | INEI                             |
| 2017年 | 1008290人 | INEI 2012年人口估計              |

## 運輸

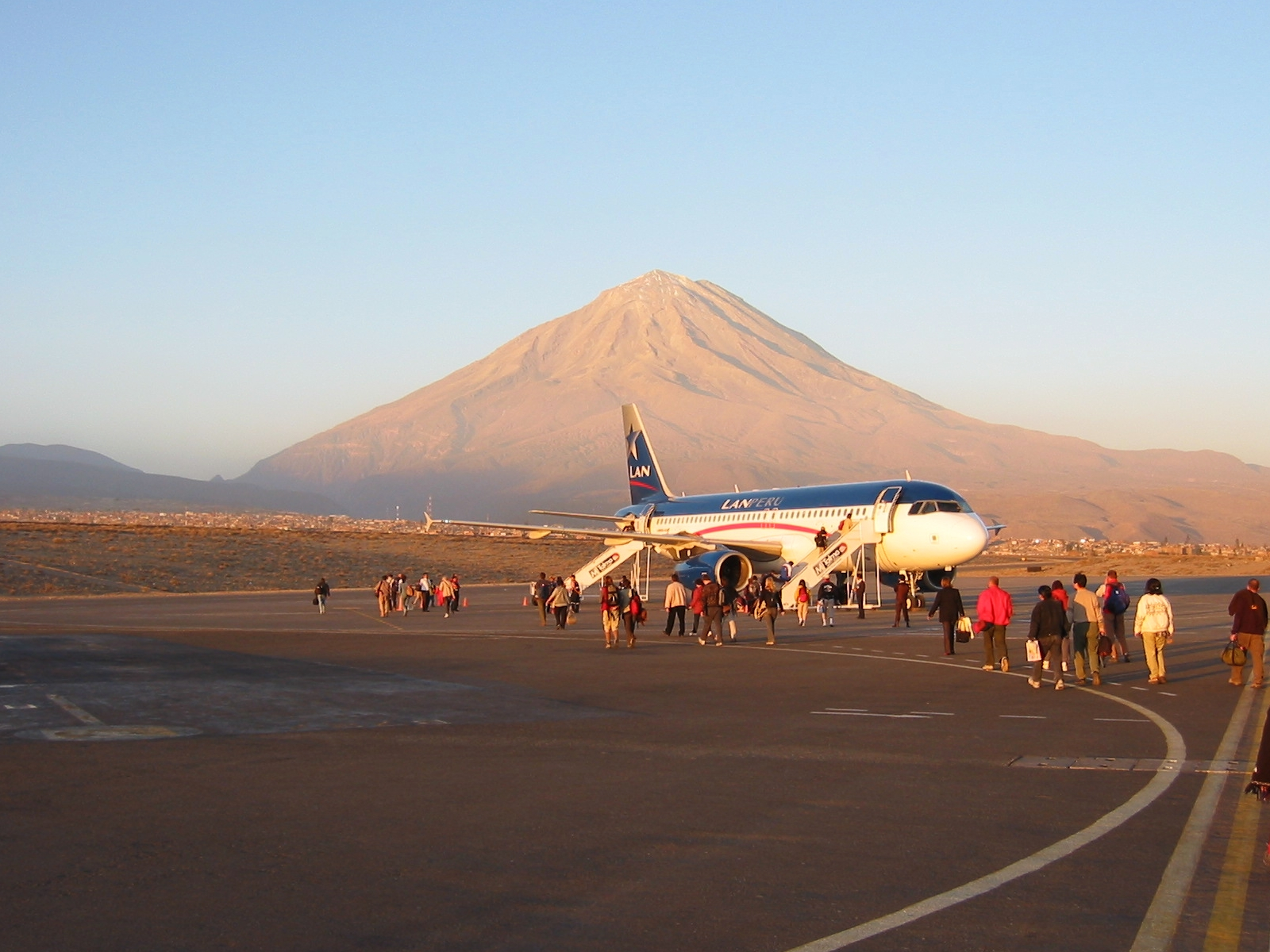
由機場望去埃爾米斯蒂火山

阿雷基帕的城市道路是具有放射型中心的結構，共以四個主要大道：埃傑西托大道、耶穌大道、阿爾西德斯大道和帕拉大道組成，這些大道依次與其他大道相連，如委內瑞拉大道、濱海大道、薩拉維里大道、卡塞雷斯大道等，形成了圍繞市中心的環形。目前阿雷基帕的公共交通目前由小型私營公司營運。
阿雷基帕唯一的機場是羅德里格斯·巴隆國際機場，該機場位於科羅拉多山地區，距市中心西北約12英里（19公里）。鐵路系統自1871年以來一直在營運，實現了海岸地區和山脈地區之間的往來。

## 災禍
阿雷基帕的地質經常受到地震困擾，1868年的地震曾幾乎摧毀該城。2001年6月23日該地也經歷黎克特制7.9級地震。而在2002年6月，該市兩間地區發電廠私營化爆發遊行示威，使該市陷入癱瘓一周。

## 文化

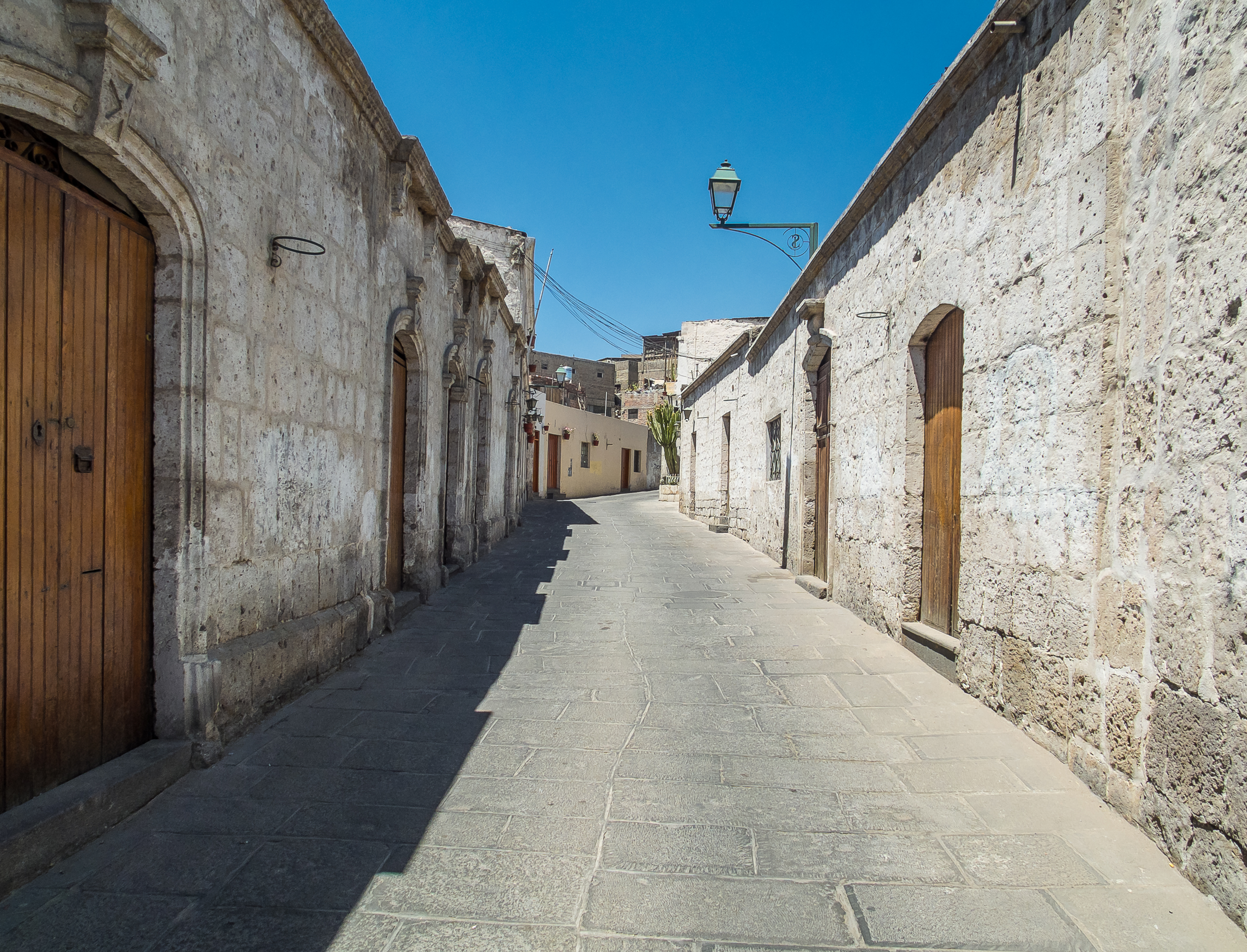
阿雷基帕的古街

### 區域主義
與其他具有混血和原住民人種的秘魯大城市不同，阿雷基帕因歷史和殖民因素，曾被認為是「原住民海洋中的西班牙島嶼」，與秘魯境內的其他地區立場不同，阿雷基帕帶有相當自豪的地方主義，並體現在無數起義或革命中，為這座城市贏得了「Ciudad Caudillo」（軍閥城市）的綽號。例如秘魯歷史學家豪爾赫·巴薩德（Jorge Basadre）所言：「阿雷基帕是一把指向利馬的槍。」，暗指兩座城市之間的競爭。

### 語言
阿雷基帕的一個文化元素是其西班牙方言，融合了獨特且有節奏的說話方式，通常會拉長每個句子中最後一個單詞的最後一個元音。這種方言的一個顯著特徵是“voseo”，也就是在西班牙語中使用代詞“vos”來代替“tú”或“usted”的使用（都對應於英語的「你」）。 在秘魯，voseo通常只在農村地區聽到，除了在阿雷基帕以外，至於來自城市周圍的另一種方言則稱為loncco，由於從其他省份遷移和媒體對西班牙語的標準化，已經在很大程度上語言滅亡。然而，當前秘魯的教育體系則促進使用此方言寫作。

### 文學
阿雷基帕的文學有著非常悠久的傳統，該市許多作家的成就獲得秘魯和國際間文學界的認可。在十九世紀，傑出的詩人有秘魯民族詩歌的開創者馬里亞諾·梅爾加，以及包括貝尼托·博尼法茲、豪爾赫·波爾、瑪麗亞·尼維斯·布斯塔曼特等作家。在20世紀，马里奥·巴尔加斯·略萨是秘魯國內外最受認可的阿雷基帕作家，也是2010年諾貝爾文學獎的獲得者。

### 攝影
一些19世紀和20世紀秘魯最詳細的攝影記錄可以在巴爾加斯兄弟藝術工作室的作品中找到。該工作室從1912年到1958年開放，比當時其他攝影工作室都捕捉了更多秘魯文化的多樣性。 

### 博物館

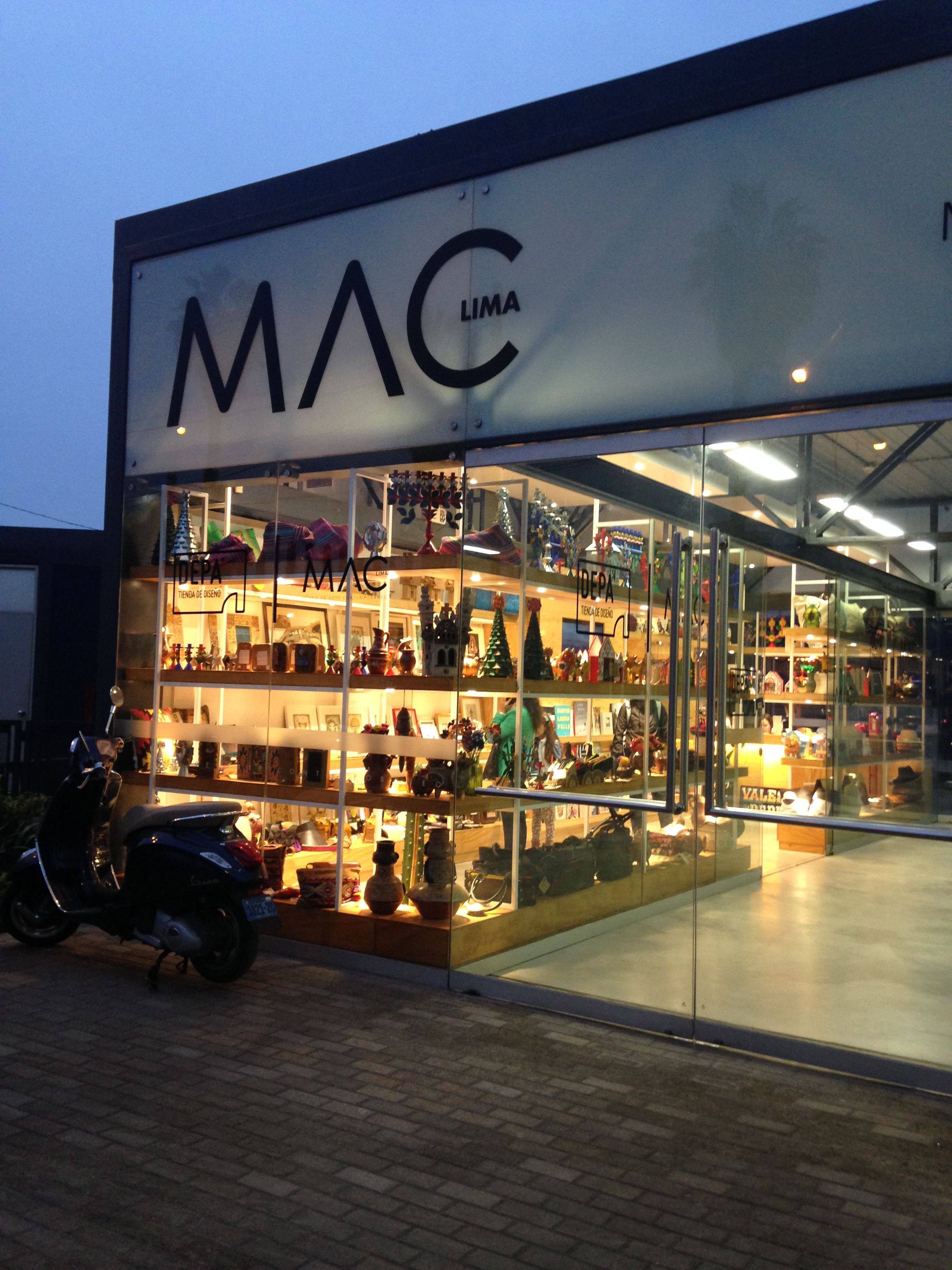
當代藝術博物館

作為聯合國教科文組織世界遺產的一部分，阿雷基帕豐富的藝術及文史藏品在其眾多博物館中展出。其中包括大教堂博物館、當代藝術博物館 （Museo de Arte Contemporáneo），專門收藏 1900 年以來的繪畫和攝影作品，尤其是卡洛斯·巴爾加斯、馬丁·錢比、費南多·德·希斯洛、維南希歐·辛基等秘魯藝術家的作品；中央儲備銀行地區博物館（Museo Regional del Banco Central de Reserva）則收藏前哥倫布時期和殖民時期的藝術作品，以及一系列殖民時期至共和時期間發行的硬幣和鈔票。
聖瑪麗亞大學考古博物館和安第斯聖所博物館（Museo Santuarios Andinos）均屬於聖瑪麗亞天主教大學，收藏了主要來自當地前哥倫布時期文化的重要考古作品，如印加木乃伊，其他地區包含奧古斯丁大學考古博物館、阿雷基帕市博物館等地。

### 研究、學術和文化機構
在阿雷基帕出生或進行研究的科學家包括火箭推進領域的先驅科學家佩德羅·保萊特，以及地質學家和政治家馬里亞諾·愛德華多·德·里韋羅和烏斯塔里茲。該市最重要的研究設施之一是卡門阿爾托天文台，是由哈佛大學於1891年至1927年運營的天文台設施。
文化活動和活動主要由該市的主要大學：聖奧古斯丁國立大學和聖瑪麗亞天主教大學舉行，以及法國聯盟等文化組織，如秘魯德國文化中心和秘魯北美文化中心。1990年代以來，當地的銀行機構對促進和管理文化活動表現出極大的興趣，而私人經營公司也通過贊助各種項目加入了這一運動。

### 運動
足球是阿雷基帕最受歡迎的運動，當地受歡迎的球隊是梅格足球會，安薩體育場（Estadio de la UNSA）設於阿雷基帕，曾是2004年舉辦美洲盃足球賽的重要地點。

### 音樂
音樂也是阿雷基帕文化的重要組成部分。自西班牙殖民時期的最後幾年以來，出現了重要的學術作曲家，如馬里亞諾·梅爾加、佩德羅·希梅內斯·蒂拉多·阿普里爾和弗洛倫蒂諾·迪亞茲，阿雷基帕交響樂團創建於1939 年，致力於古典和本土音樂作為城市文化的一部分。與該國其他地區一樣，在阿雷基帕，許多傳統音樂風格如秘魯華爾茲、哈拉維和瓦伊諾依然在當地盛行。

### 美食
阿雷基帕的美食呈現出極大的多樣性，多達194種典型菜餚。這座城市的美食融合了歐洲和安第斯文化，因為創造了許多菜餚來滿足過去西班牙殖民者的口味。

## 古城區
阿雷基帕歷史中心占地332公頃，保護區面積為166.52公頃，目前城市共存有5817處史蹟，由於自然原因和歷史背景，阿雷基帕的歷史中心具有鮮明的特色，其中共經歷五個重要時期：依序為建國和村莊時期（1540-1582）、巴洛克的輝煌（1582–1784）、洛可可和新古典主義（1784-1868），經驗主義和現代化所得喚起新殖民時期 (1868–1960) 和當代（1960–至今）。
目前所留存的史蹟建築物重建於19世紀，蓋在曾於1868年大地震而摧毀的殖民建築遺址上，富有殖民時期遺留下來的安達魯西亞及西班牙特色，是來自於殖民地建築師、克里奧爾人以及印第安工匠的傑作。其交互影響的融合成果亦呈現於城區內的拱門、拱頂、庭園及開放空間上，帶有繁複的巴洛克裝飾藝術，是歐洲和本土建築技術和特色的融合範例。
目前阿雷基帕最著名的景點包含古城的核心武器廣場（Plaza Mayor）、市政廳和大教堂，其他則包括建於16世紀的聖卡塔莉娜修道院、戈耶米契之家、道德之家，以及市郊的亞納瓦拉區古城等。阿雷基帕氣候全年乾燥，位處三座山的山麓，自然景觀有科爾卡大峽谷（Colca Canyon），這是世界上最深的山谷之一。

### 入選世界遺產
2000年，阿雷基帕古城和其中500處史蹟被聯合國教科文組織以「阿雷基帕歷史中心」之名列為世界文化遺產，原因如下：
1. 阿雷基帕歷史中心的建築特色代表歐洲本土建築技術和特色的融合範例，對整個南美地區的文化表達極為重要。（文化遺產標準一）；
2. 阿雷基帕的歷史中心是殖民地定居點的傑出範例，具有從自然條件、當地文化影響、征服的過程、傳教以及多種層面的壯觀性質。（文化遺產標準四）；

2004年，秘魯通過國家憲法第28296號法律、將阿雷基帕歷史中心受到國家文化遺產一般法的保護，當前公眾設施主要由阿雷基帕省市政府管理。

## 畫廊

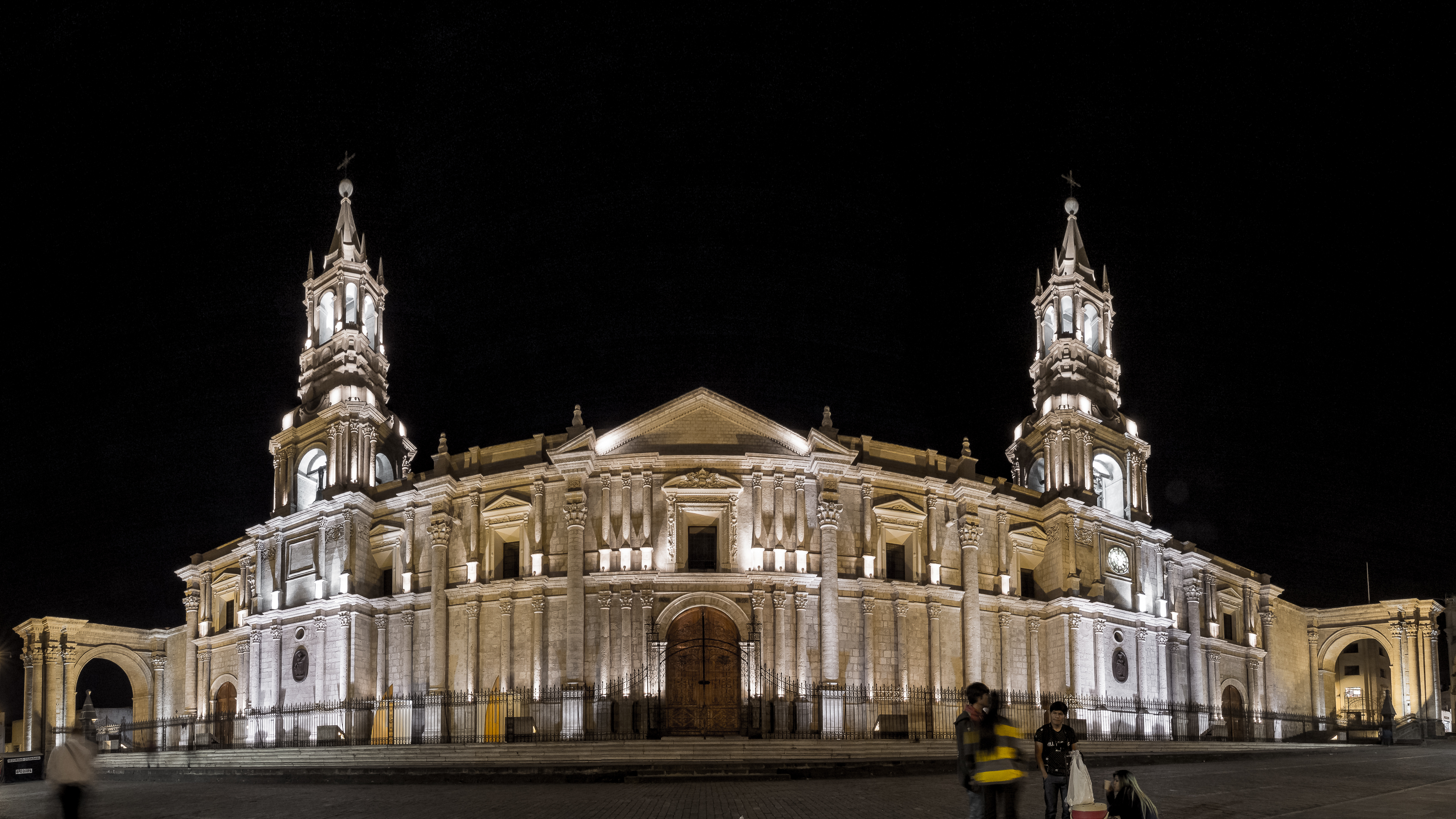
阿雷基帕圣殿主教座堂
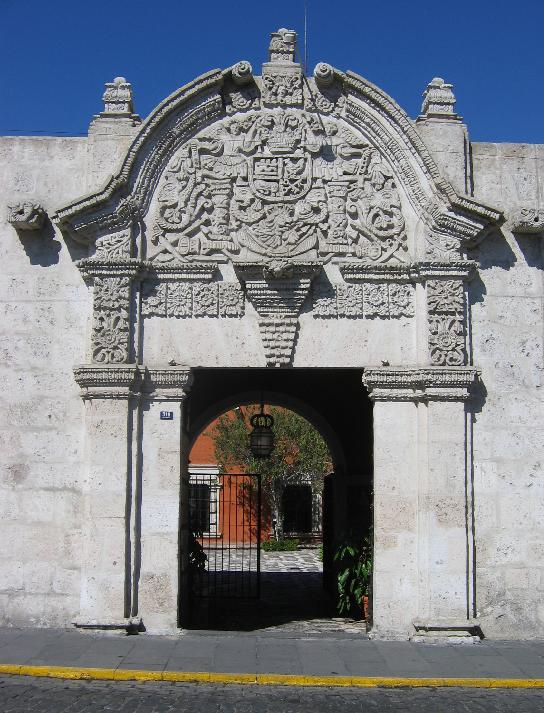
道德之家
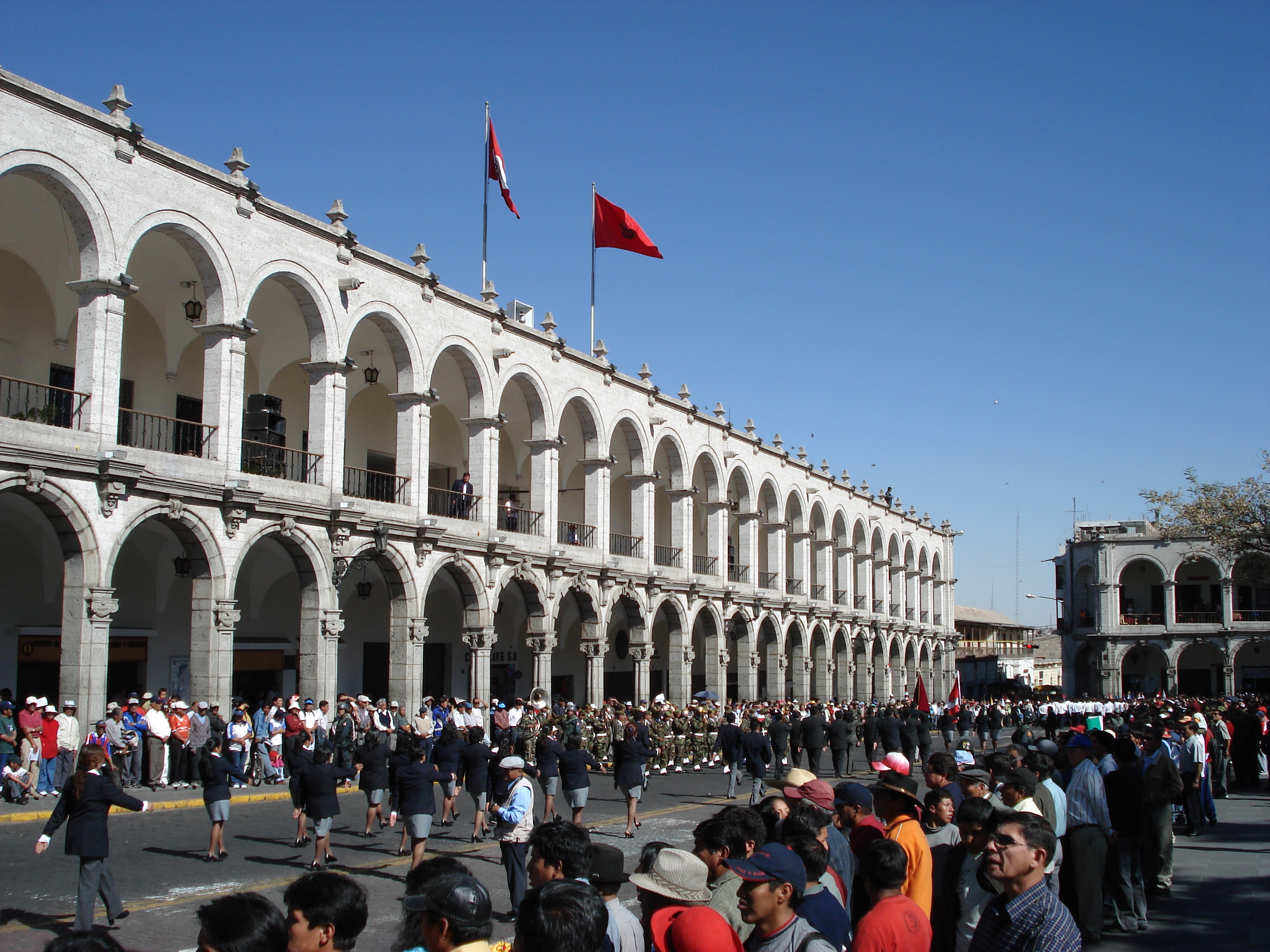
武器廣場
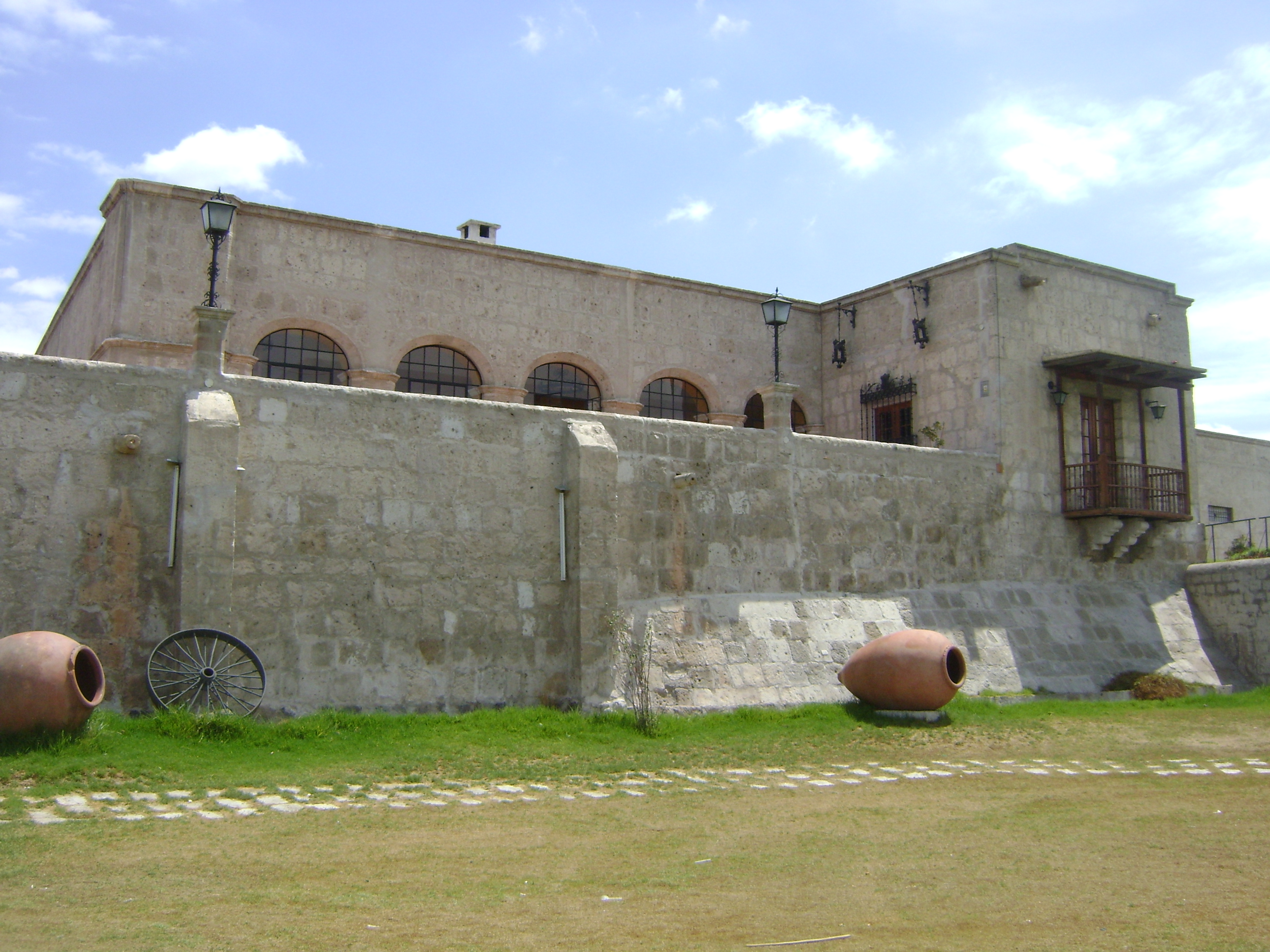
Casa Goyoneche

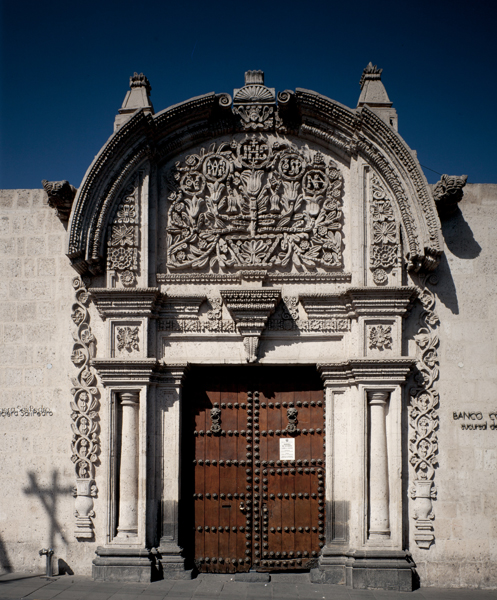
特里斯坦德爾波佐之家
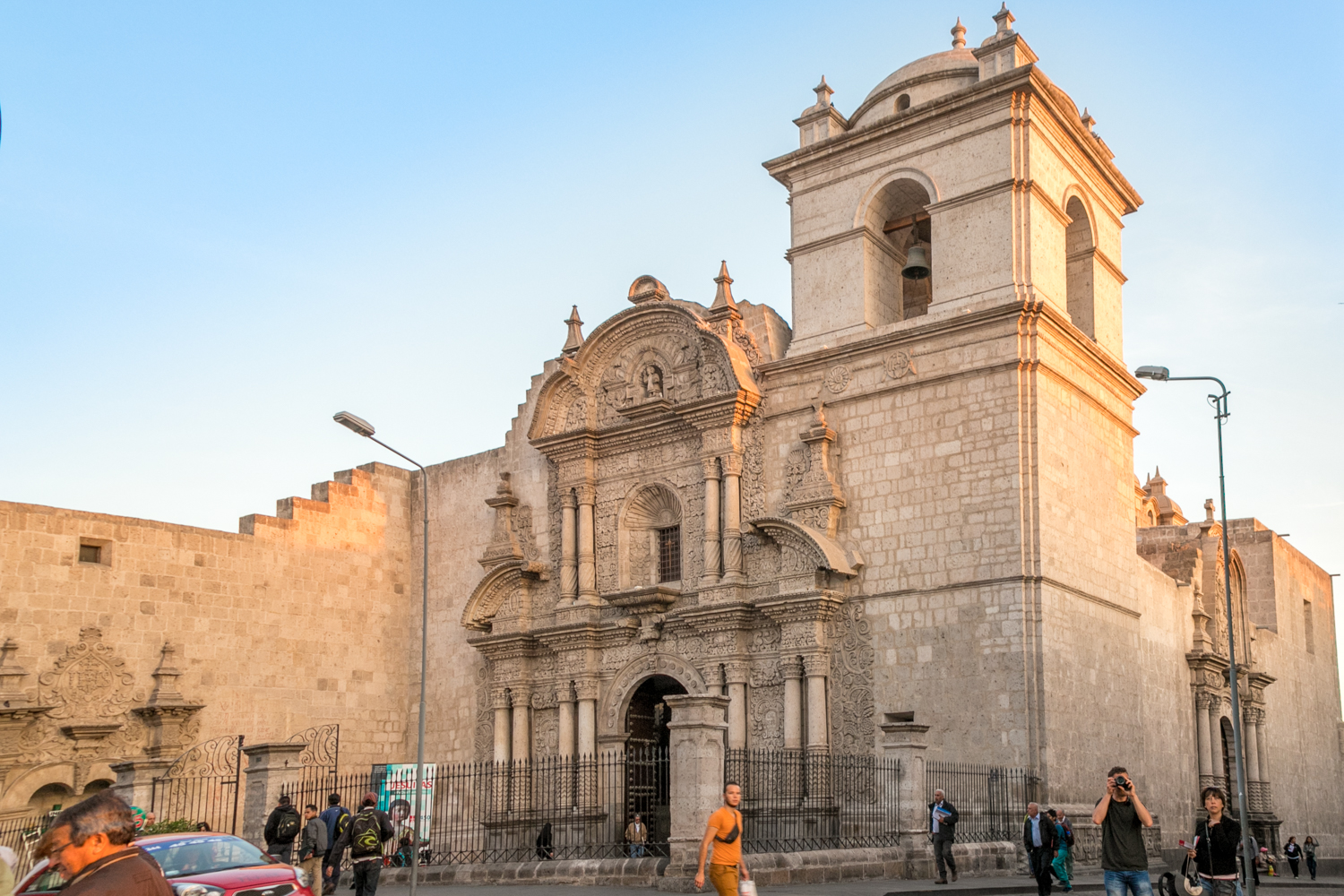
耶穌會教堂
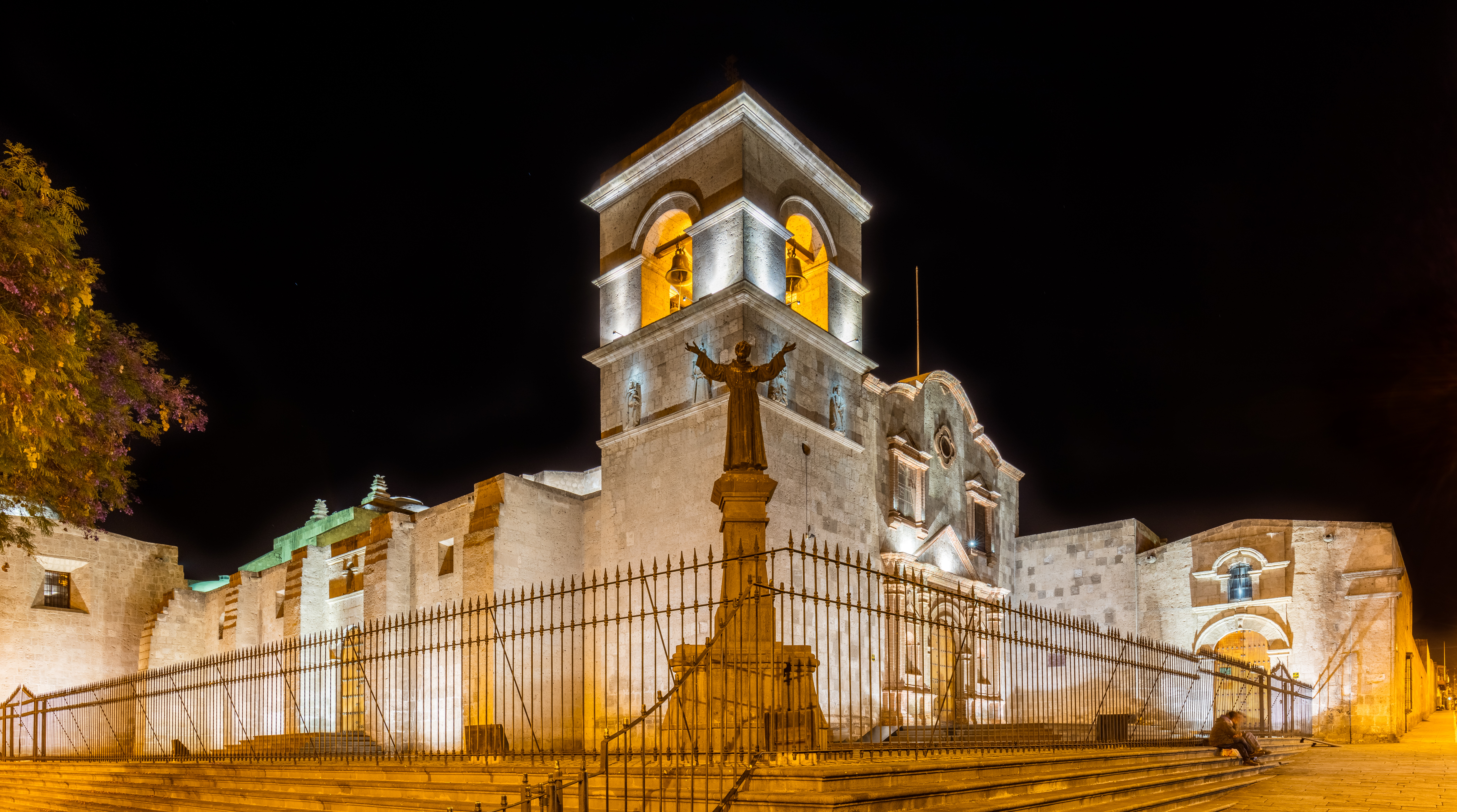
聖弗朗西斯科阿雷基帕大教堂
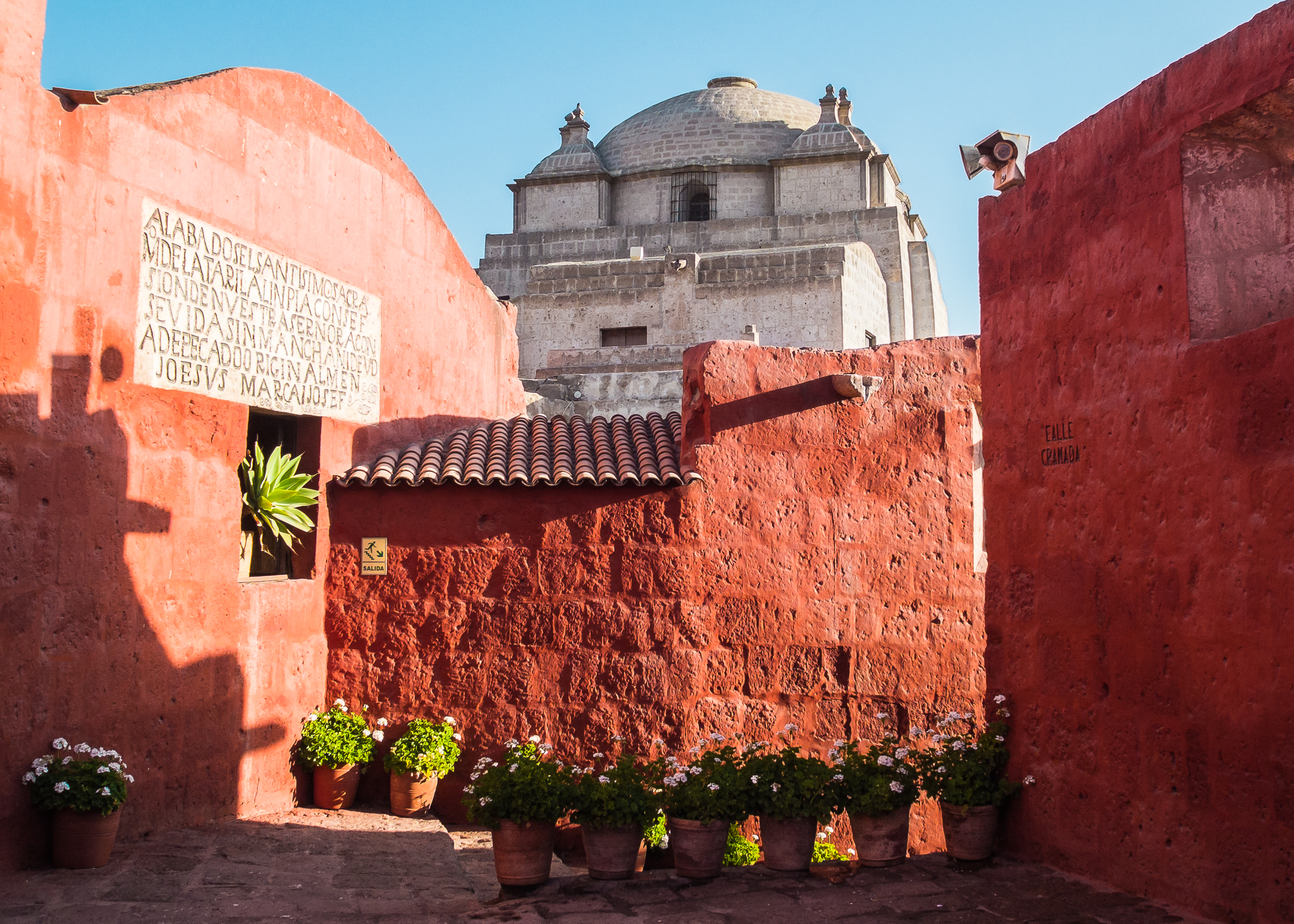
聖卡塔利娜修道院

## 著名人物
- 布斯塔曼特·伊·里韋羅：秘魯總統(1945-1948年)
- 馬利歐·巴爾加斯·尤薩：著名作家
- 維克多·安德烈斯·貝朗德：律師，曾主持兩屆聯合國大會
- 愛德華多·羅培茲·德·羅馬尼亞：秘魯總統(1899-1903)
- 尼古拉斯·德·彼羅拉：秘魯總統(1879-1881年)及(1895-1899年)
- 安娜·蒙特阿古多·龐塞·德·萊昂：著名羅馬天主教徒
- 埃爾南多·德索托：著名經濟學家
- 馬里亞諾·費利佩·帕斯·索爾丹：秘魯歷史學家及地理學家
- 馬里亞諾·梅爾加：詩人
- 弗朗西斯科·加西亞·卡爾德龍：秘魯總統(1881年)

## 姊妹城市
- 夏洛特 (自1963年)[30]
- 茂宜島 [31]
- 科連特斯(自1992年)
- 伊基克(自2005年)[32]
- 阿里卡
- 廣州 (自2004年)[33]
- 淄博市
- 聖保羅
- 蓬塔格羅薩
- 林斯
- 埃爾托庫約
- 比耶拉[34][35]
- 拉巴斯
- 科恰班巴
- 蒙特雷 (自2006年)
- 普埃布拉 (自2006年)
- 莫雷利亞
- 瓜納華托 (自2004年)[36]

## 參閱
- 秘魯歷史

### 書目
- Arellano, Fernando. Universidad Católica Andrés , 编. . 1988  [28 July 2012]. ISBN 9789802440177. （原始内容存档于2020-07-26） （西班牙语）.
- Asamblea Nacional de Rectores. ANR , 编. . II Censo Nacional Universitario: 21. 2012  [11 August 2012] （西班牙语）.
- Barriga, Víctor M. La Colmena, S.A. , 编. . 1940  [2021-08-24]. （原始内容存档于2022-01-10） （西班牙语）.
- Benavides Rodríguez, Alfredo. Andrés Bello , 编.  ilustrada. 1990: 282  [2021-08-24]. （原始内容存档于2022-01-10） （西班牙语）.
- Bethell, Leslie. Cambridge University Press , 编.  ilustrada. 1991: 919. ISBN 9780521266529.
- Carricaburo, Norma. Arcos Libros S.L. , 编.  (PDF). 1997. ISBN 847635278-6. （原始内容 (PDF)存档于25 September 2013） （西班牙语）.
- Cáceres-Péfaur, Beatriz.  (PDF). Presente y Pasado, Revista de Historia. 2006, (11): 124–140  [11 August 2012]. ISSN 1316-1369. （原始内容存档 (PDF)于2016-01-25） （西班牙语）.
- Chanfreau, Marie-Françoise. M. IFEA: Instituto fránces de estudios andinos , 编.  (PDF). 1995  [21 July 2009]. （原始内容 (PDF)存档于7 November 2012） （西班牙语）.
- Coaguila Valdivia, Jaime Francisco.  (PDF). Jueces, abogados y "escribanos". 2010  [11 August 2012]. （原始内容 (PDF)存档于1 February 2014） （西班牙语）.
- Contreras, Carlos. Instituto de Estudios Peruanos , 编. . 2004: 332  [10 June 2013]. ISBN 9789972510977. （原始内容存档于2022-01-10）.
- Congreso de irrigación y colonización del norte. Imprenta Torres Aguirre , 编. . 1929: 270  [9 August 2012]. （原始内容存档于2022-01-10）.
- Consejo Nacional de Ambiente. Consejo Nacional del Ambiente , 编.  (PDF). Plan a limpiar el aire.   [11 August 2012]. （原始内容 (PDF)存档于1 February 2014） （西班牙语）.
- Cornejo Bouroncle, Jorge. H.G. Rozas , 编. . 1952: 35  [28 July 2012]. （原始内容存档于2022-01-10）.
- Cornejo Velásquez, Hernán. Universidad Nacional Mayor de San Marcos , 编.  (PDF) 17. Lima: Investigaciones Sociales: 41–65. 2006  [11 August 2012]. （原始内容存档 (PDF)于2022-03-01） （西班牙语）.
- Cotler, Julio. Programa de las Naciones Unidas para el desarrollo, Instituto de Estudios Peruanos , 编.  (PDF) (15). Serie Desarrollo Humano. 2009  [11 August 2012]. （原始内容存档 (PDF)于2022-01-10） （西班牙语）.
- Cuneo Vidal, Rómulo. Sociedad Geográfica de Lima , 编. . 1931 （西班牙语）.
- Dávalos y Lissón, Pedro. Librería e Imprenta Gil , 编. . Biblioteca Nacional del Perú. 1863  [11 August 2012]. （原始内容存档于2014-12-11） （西班牙语）.
- Dirección de Estadística. Ministerio de Gobierno, Imprenta del Estado , 编. . 1878 （西班牙语）.
- Empresa de Generación del Energía Eléctrica S.A (EGASA). . Egasin. 2003, Nº2 (16).
- Instituto Nacional de Estadísticas (编). . . Instituto Nacional de Estadística. 1944.
- Garayar, Carlos. Ediciones Peisa , 编. . 2004. ISBN 9972-40-315-7 （西班牙语）.
- García de los Reyes Arquitectos y Asociados. Municipalidad Provincial de Arequipa , 编. . Memoria Síntesis. 2012b  [11 August 2012]. （原始内容存档于2022-01-10）.
- Guillemette, Martín. Institut des Hautes Etudes de l'Amérique Latine , 编. . México y sus revoluciones (XIII Reunión de historiadores de México, Estados Unidos y Canadá). 2010 （西班牙语）.
- Grup, Franz. Instituto Nacional de Cultura , 编.  (PDF). 2010. （原始内容 (PDF)存档于4 February 2014） （西班牙语）.
- Gutiérrez, Ramón.  ilustrada. 1994: 249  [2021-08-24]. ISBN 9788489034013. （原始内容存档于2022-01-10）.

## 外部連結
- 维基导游上有關Arequipa的旅行指南
- 阿爾基帕官方網頁 （页面存档备份，存于）
- 白城的故事 （页面存档备份，存于） 多媒體網站
- （西班牙文） 阿爾基帕歷史字典